# 石巻新庄道路
石巻新庄道路（いしのまきしんじょうどうろ）は、宮城県石巻市を起点にして山形県新庄市に至る、延長約120キロメートル (km) の地域高規格道路（国道108号、国道47号）の路線名である。

## 概要
宮城県石巻市と山形県酒田市を結ぶ「みちのくウエストライン」構想の一部であり、山形県新庄市において新庄酒田道路に接続している。1998年（平成10年）6月16日、候補路線に指定。宮城県大崎市に開通している鳴子バイパスが、将来において石巻新庄道路の一部となる計画である。
2016年（平成28年）4月1日、当区間のうち石巻市内の石巻河南道路約10 kmの調査に着手すると発表があり、2020年（令和2年）三陸沿岸道路石巻河南インターチェンジ西側の菰継交差点から、県道河南石巻港インター線と接続する畳石交差点までの現道路を現状の２車線から４車線に拡幅し、畳石から北村交差点までは２車線のバイパスを整備する。